# Paul Kangogo Kanda
Paul Kangogo Kanda (* 12. Dezember 1974) ist ein kenianischer Marathonläufer.
2001 gewann er den Halbmarathon-Bewerb des Südtirol-Marathons, und im Jahr darauf stellte er beim Südtiroler Frühlings-Halbmarathon mit 1:00:56 h den aktuellen Streckenrekord auf und siegte beim Palermo-Marathon. 2003 wurde er Zweiter beim Prag-Marathon, gewann die Route du Vin und wurde Vierter beim Venedig-Marathon.
Einem neunten Platz beim Rom-Marathon 2004 folgte ein dritter Platz beim Athen-Marathon 2005.
2007 gewann er den Piacenza-Marathon, und 2009 wurde er Zweiter beim Palermo-Marathon.

## Persönliche Bestzeiten
- Halbmarathon: 1:00:56 h, 28. April 2002, Meran
- Marathon: 2:11:53 h, 26. Oktober 2003, Venedig